# Goniurosaurus bawanglingensis
Goniurosaurus bawanglingensis — вид геконоподібних ящірок родини еублефарових (Eublepharidae). Ендемік Китаю.

## Поширення і екологія
Goniurosaurus bawanglingensis є ендеміками заповідника Баванлін, розташованого в горах на острові Хайнань. Вони живуть у вологих рівнинних тропічних лісах.

## Збереження
МСОП класифікує цей вид як такий, що перебуває під загрозою зникнення. Goniurosaurus bawanglingensis загрожує знищення природного середовища та вилов з метою продажу.